# Nel cuore solo il calcio
Nel cuore solo il calcio è un EP di Cristina D'Avena, pubblicato da RTI il 9 giugno 2021 in formato digitale e l’11 febbraio 2022 in vinile.

## Descrizione
L'album riunisce, in occasione del Campionato europeo di calcio 2020, tutte le sigle italiane delle serie anime di Capitan Tsubasa e prende il titolo dal singolo inedito Nel cuore solo il calcio (più in alto) firmato dall'artista con Giordano Cremona, Jacopo Ettore e Federico Mercuri, già autori di Tutta d'un fiato (fino al fischio finale).
Per l'occasione la D'Avena ha ricantato Che campioni Holly e Benji!!!, Holly e Benji Forever e per la prima volta ha interpretato Holly e Benji due fuoriclasse, brano di Augusto Martelli e storica sigla italiana della prima serie anime, come omaggio per i suoi fan.
L'EP dopo essere stato pubblicato in digitale, viene riproposto in vinile in due edizioni: una con vinile classico e una con vinile blu.

## Tracce
Versione digitale
1. Holly e Benji 2 fuoriclasse (cover inedita) – 2:46 (testo: Nicola Gianni Muratori e Alessandra Valeri Manera – musica: Augusto Martelli)
2. Nel cuore solo il calcio (inedito) – 3:00 (Giordano Cremona, Cristina D'Avena, Jacopo Angelo Ettorre e Federico Mercuri)
3. Che campioni Holly e Benji (re-vox 2021) – 3:14 (testo: Alessandra Valeri Manera – musica: Silvio Amato)
4. Holly e Benji forever (re-vox 2021) – 3:05 (testo: Alessandra Valeri Manera – musica: Max Longhi e Giorgio Vanni)
5. Tutta d'un fiato (fino al fischio finale) – 3:08 (Giordano Cremona, Cristina D'Avena, Jacopo Angelo Ettorre e Federico Mercuri)

Durata totale: 15:13
Versione LP
Lato A
1. Nel cuore solo il calcio – 3:00
2. Tutta d'un fiato (fino al fischio finale) – 3:08

Durata totale: 6:08
Lato B
1. Holly e Benji 2 fuoriclasse – 2:46
2. Che campioni Holly e Benji (re-vox 2021) – 3:14
3. Holly e Benji forever (re-vox 2021) – 3:05

Durata totale: 9:05

## Produzione e formazione dei brani

### Holly e Benji 2 fuoriclasse
- Cristiano Macrì[2] – arrangiamenti per Overland Releases presso Studio Musicalbox
- Davide Tagliapietra – registrazione e missaggio presso il Bunker Studio
- Thomas Festa – cori
- Daniele Grammaldo – cori

### Nel cuore solo il calcio
- Federico Mercuri – tastiere, cori e arrangiamenti per Itaca
- Giordano Cremona – tastiere, cori e arrangiamenti per Itaca
- Giorgio De Petri – chitarre
- Luca Sparagino – chitarre
- Mattia Lappano – cori
- Jacopo Ettorre – cori
- Cristian Milani – missaggi
- Valeriano Chiaravalle – direzione musicale
- Antonio Nappo – tecnico del suono

Registrata presso Q Recording Studio e MerkandKremont Studio

### Che campioni Holly e Benji
- Valeriano Chiaravalle – tastiera, chitarre, programmazione, produzione e arrangiamento
- Silvio Amato – piano
- I Piccoli Cantori di Milano – coro
- Laura Marcora –  direzione del coro
- Davide Tagliapietra – registrazione e missaggio presso il Bunker Studio

### Holly e Benji Forever
- Max Longhi – tastiera, programmazione, produzione e arrangiamento per Lova Music Srl
- Giorgio Vanni – chitarre e cori aggiuntivi
- I Piccoli Artisti "Accademia New Day" – cori
- Cristina Paltrinieri – direzione del coro e cori aggiuntivi
- Nadia Biondini – cori aggiuntivi
- Gisella Cozzo – cori aggiuntivi
- Roberta Granà – cori aggiuntivi
- Davide Tagliapietra – registrazione e missaggio presso il Bunker Studio

## Successo commerciale
Dopo poche ore dalla pubblicazione l’EP ha raggiunto la vetta delle classifiche iTunes e Amazon.